# Trương Tịnh Nghi
Trương Tịnh Nghi (Tiếng Trung: 张婧仪, Bính âm: Zhang Jingyi, Tiếng Anh: Joy, sinh ngày 10 tháng 7 năm 1999) là một nữ diễn viên người Trung Quốc. Cô bắt đầu đóng phim từ năm 2018 và được mọi người biết đến nhiều hơn qua vai diễn Chu Vận trong phim truyền hình Chiếc bật lửa và váy công chúa đóng cùng Trần Phi Vũ.

## Tiểu sử
Trương Tịnh Nghi sinh năm 1999 tại thành phố Thiệu Dương, tỉnh Hồ Nam, Trung Quốc. Tịnh Nghi được miêu tả là cô bé ít nói, nhưng cũng chơi đùa và đạp xe cùng các bạn trong sân. Tịnh Nghi học tại Trường Thực Nghiệm Đồng Thịnh ở Trường Sa cấp 2 và cấp 3. Thời còn đi học, cô đã nhiều lần tham gia các lễ hội nghệ thuật của trường và ghi hình tin tức trong khuôn viên trường. Tháng 2 năm 2017, Tịnh Nghi một mình bay đến Bắc Kinh để thi vào trường nghệ thuật, cô đã đi 8 chiếc máy bay di chuyển giữa Bắc Kinh, Thượng Hải và Trường Sa.

## Sự nghiệp
Vào năm 2017, Tịnh Nghi xuất sắc thi đỗ vào Học viên điện ảnh Bắc Kinh với tổng số điểm 480. Cô cũng được đánh giá là một trong những thí sinh đẹp nhất của Học viện năm 2017.
Năm 2018, Trương Tịnh Nghi ký hợp đồng với công ty "Đông Thân Vị Lai" do Trần Khôn và Châu Tấn đồng sáng lập. Cùng năm đó, bắt đầu sự nghiệp diễn xuất của mình trong bộ phim truyền hình đầu tiên "Bầu trời của thiếu niên phong khuyển" vai nữ chính Lý An Nhiên.
Năm 2019, Trương Tịnh Nghi đóng bộ phim điện ảnh đầu tiên "Tôi muốn chúng ta ở bên nhau" của đạo diễn Sa Mạt, vai nữ chính Lăng Nhất Nghiêu. Vào tháng 11, Trương Tịnh Nghi đã được chọn tham gia chương trình "Ngôi sao biển lớn" do Kênh điện ảnh Trung ương khởi động và biểu diễn bài hát chủ đề "Ngôi sao biển lớn" cùng với 32 diễn viên khác như Lưu Hạo Nhiên, Dịch Dương Thiên Tỷ, Vương Tuấn Khải và Châu Đông Vũ tại lễ khai mạc Liên hoan phim Kim Kê Bách Hoa Trung Quốc lần thứ 28.
Năm 2020, tham gia ghi hình cho chương trình tạp kỹ "Hướng về cuộc sống mùa 4" cùng với cô giáo Châu Tấn.
Tháng 6 năm 2021, được vinh danh là nữ diễn viên tiềm năng của năm trong Đêm hội điện ảnh Weibo. Tháng 9, bộ phim "Tất cả về mẹ tôi" do cô đóng chính được công chiếu. Ngày 9 tháng 11 năm 2021, bộ phim đóng chính "Nhất kiến khuynh tâm" vai Mộc Uyển Khanh đóng cùng nam diễn viên Trần Tinh Húc được phát sóng.
Vào ngày 18 tháng 3 năm 2022, bộ phim truyền hình về nữ điệp viên "Tiểu thư D phi thường" đóng cùng Ngưu Tuấn Phong được phát sóng độc quyền trên IQIYI, trong phim cô vào vai nữ chính Đinh Dịch Thanh, con gái của một doanh nhân giàu có ở Ninh Ba. Ngày 3 tháng 11 năm 2022, bộ phim đóng chính "Thắp sáng anh, sưởi ấm em" (dựa trên tiểu thuyết "Chiếc bậc lửa và váy công chúa" - Twentine), cô vào vai Chu Vận được phát sóng, đóng cùng cô là nam diễn viên Trần Phi Vũ.

## Danh sách phim

### Phim truyền hình
| Năm  | Tên phim                             | Vai diễn        | Bạn diễn        | Ghi chú            |
| ---- | ------------------------------------ | --------------- | --------------- | ------------------ |
| 2020 | Bầu Trời Của Thiếu Niên Phong Khuyển | Lý An Nhiên     | Bành Dục Sướng  | Vai chính          |
| 2021 | Lý Tưởng Chiếu Rọi Trung Quốc        | Chương Hoa Muội |                 | Diễn phần "Cúc Áo" |
| 2021 | Nhất Kiến Khuynh Tâm                 | Mộc Uyển Khanh  | Trần Tinh Húc   | Vai chính          |
| 2022 | Tiểu Thư D Phi Thường                | Đinh Dịch Thanh | Ngưu Tuấn Phong | Vai chính          |
| 2022 | Chiếc Bật Lửa Và Váy Công Chúa       | Chu Vận         | Trần Phi Vũ     | Vai chính          |
| 2023 | Anh Ấy Bước Ra Từ Ánh Lửa            | Nam Sơ          | Hoàng Cảnh Du   | Vai chính          |
| 2024 | Tích Hoa Chỉ                         | Hoa Chỉ         | Hồ Nhất Thiên   | Vai chính          |
| 2025 | Hoán Vũ                              | Kiều Thanh Vũ   | Chu Dực Nhiên   | Vai chính          |
| 2025 | Tàng Hải Truyện                      | Hương Ám Đồ     | Tiêu Chiến      | Vai chính          |

### Phim điện ảnh
| Năm  | Tên phim                     | Vai diễn         | Bạn diễn       | Ghi chú   |
| ---- | ---------------------------- | ---------------- | -------------- | --------- |
| 2021 | Anh Muốn Chúng Ta Ở Bên Nhau | Lăng Nhất Nghiêu | Khuất Sở Tiêu  | Vai chính |
| 2021 | Tất Cả Về Mẹ Tôi             | Lý Tiểu Mỹ       |                | Vai chính |
| 2021 | 1921                         | Lý Mỹ Linh       |                | Khách mời |
| 2023 | Vô Danh                      | Phương tiểu thư  | Vương Nhất Bác | Vai phụ   |
| 2023 | Nhân Sinh Lộ Bất Thục        | Châu Vi Vũ       | Phạm Thừa Thừa | Vai chính |
| 2023 | Cuộc Sống Về Đêm Ở Trường Sa | Hà Tây Tây       | Doãn Phưởng    | Vai chính |
| 2024 | Em, Người Mà Tôi Đã Đánh Mất | Vương Cân Cân    | Đàn Kiện Thứ   | Vai chính |

Phim ngắn
| Năm  | Tên phim  | Vai diễn | Bạn diễn |
| ---- | --------- | -------- | -------- |
| 2021 | Cộng Sinh |          | Bạch Chú |